# Turquesa
Turquesa é uma gema geralmente entre a cor ciano e o verde, gerando a cor homônima. As variedades mais caras são a "robin's egg blue," (cor azul do céu). As inferiores são esverdeadas. A turquesa que se desvanece na cor é também inferior. A turquesa é um fosfato de alumínio com pequenas quantidades de cobre e ferro. A gema é apenas ligeiramente mais dura do que o vidro.
Em épocas antigas, turquesa foi usada pelos egípcios e foi retirada por eles na Península do Sinai. Existem depósitos importantes no Irã perto de Nishapur e também no sudoeste americano. A turquesa era considerada a pedra nacional da Pérsia e usada intensamente na decoração de objetos. A turquesa é usada por artesãos nativos americanos especialmente os trabalhadores em metais da tribo de índios Navajos da América do Norte. O material vívido encontrado no Arizona é conhecido como Bisbee Blue. Turquesa também é usada na camiseta do time de futebol inglês Chelsea, sendo uma das cores mais famosas em relação ao uniforme no mundo.
A turquesa, juntamente com o coral, é usada extensivamente em joalheria no Tibete e na Mongólia. A turquesa é encontrada na China e retirada das minas para venda a outros países, mas não é usada em joalheria. Algumas esculturas são feitas da mesma maneira que esculturas com jade

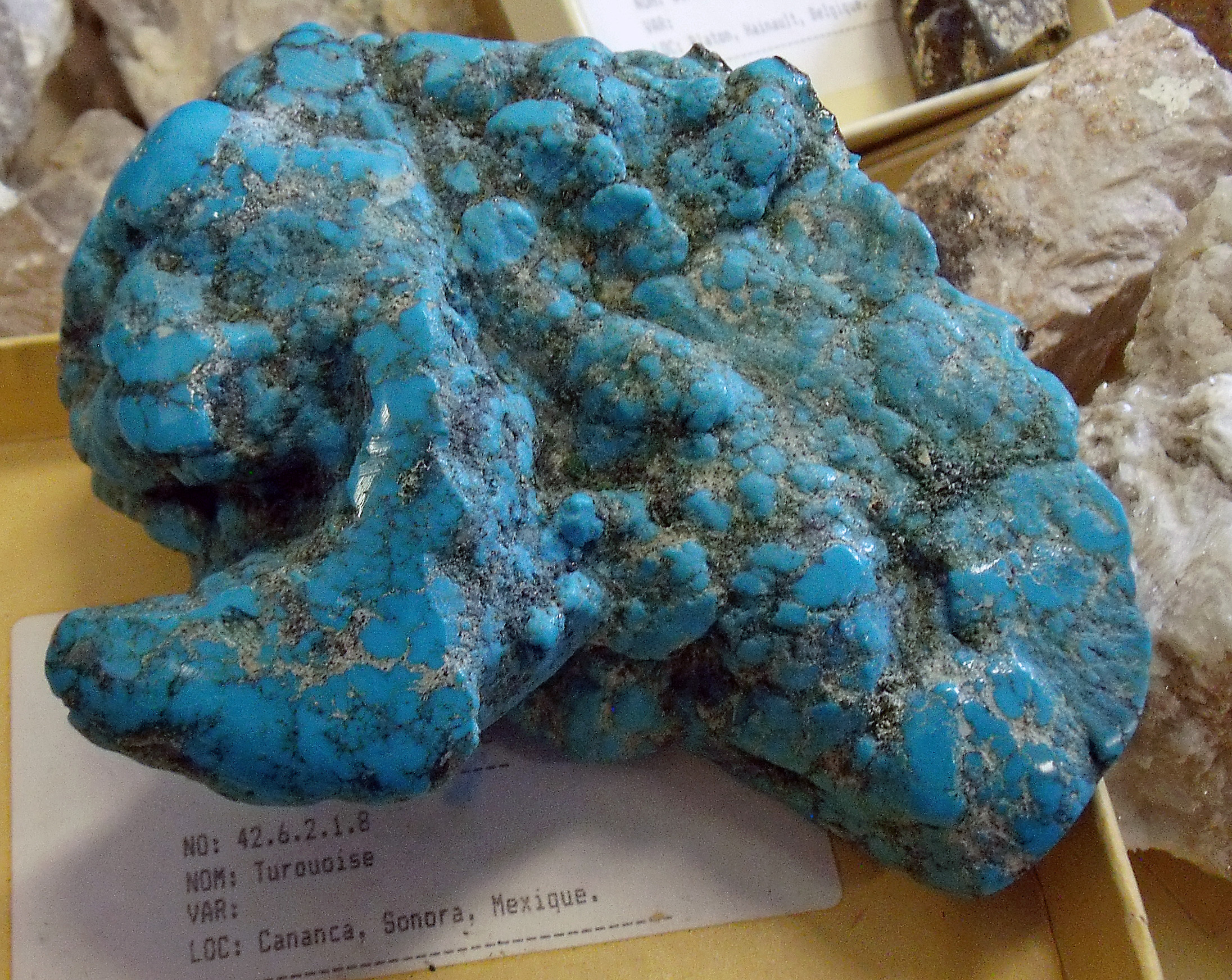
"Big Blue," um grande espécime de turquesa da mina de cobre em Cananea, México

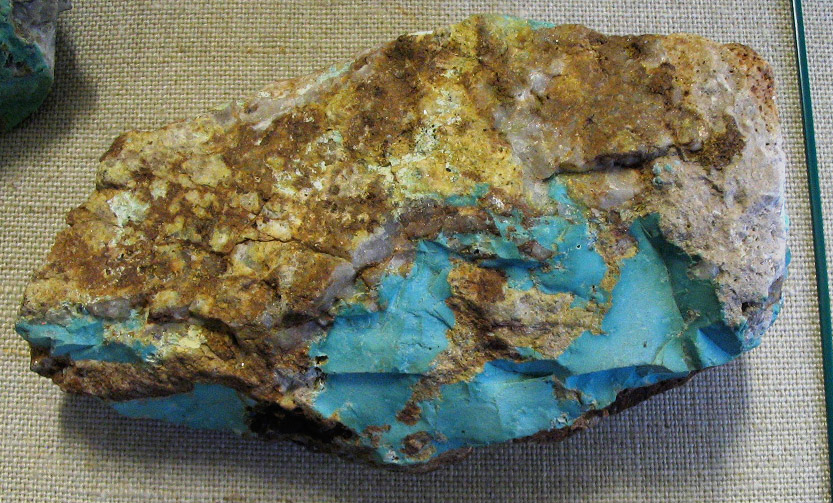
"Massive Kingman" Turquesa azul em matriz com quartzo de Mineral Park, Arizona

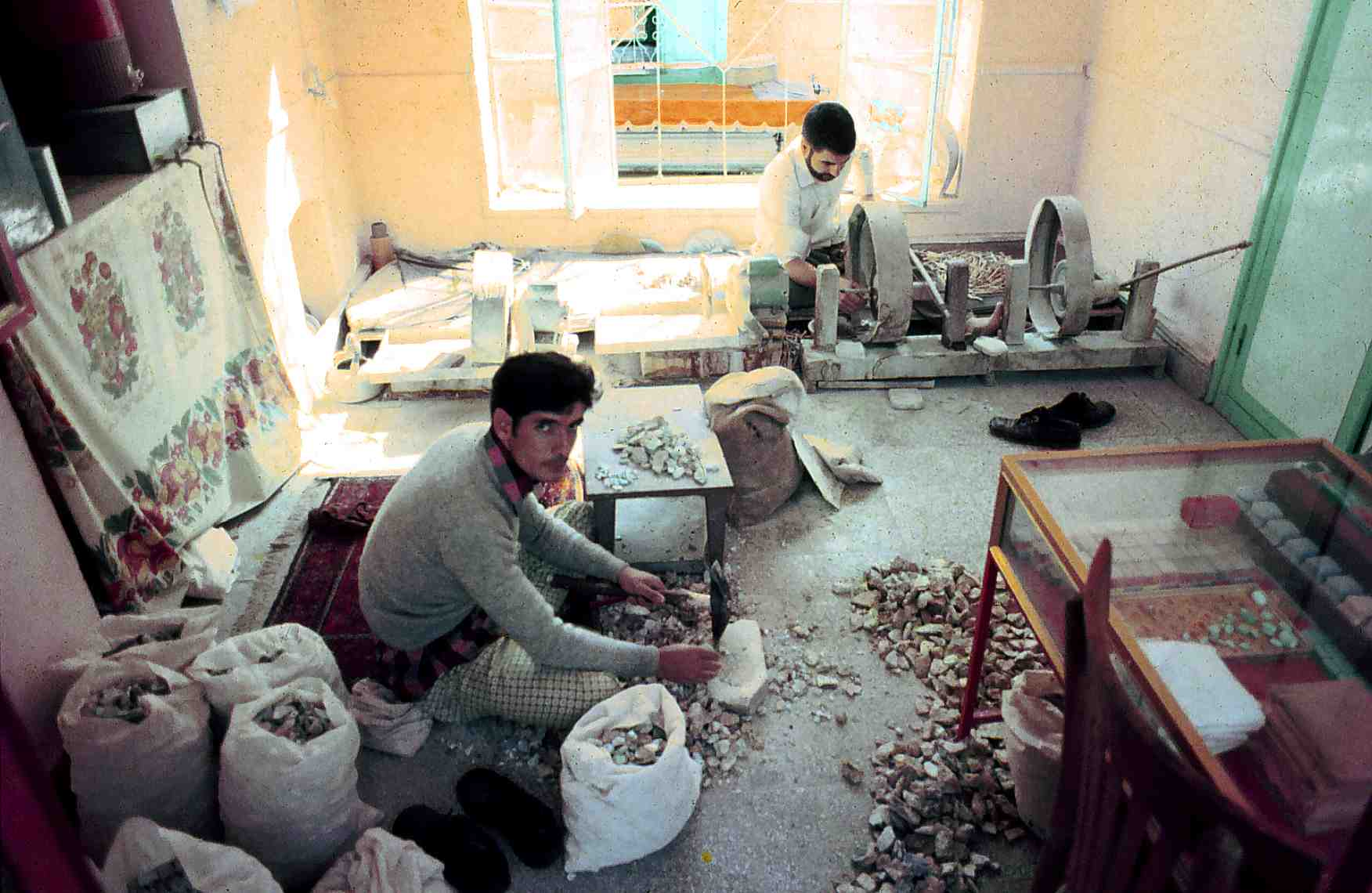
Corte e moagem de turquesa em Nishapur, Irã, 1973

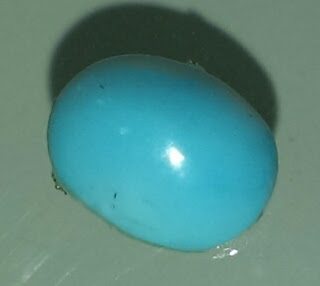
Turquesa persa do Irã

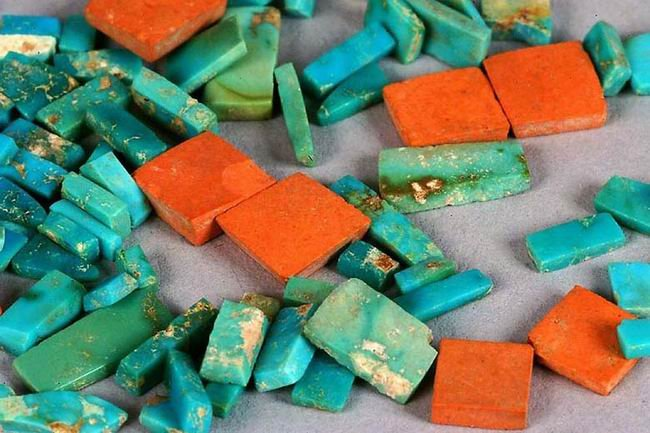
Uma seleção de Ancestral Puebloan (Anasazi) turquesa e argillite laranja (argilite) peças embutidas do Chaco Canyon (datado de 1020 - 1140 CE) mostram a gama de cores típicas e manchas de Turquesa americana. Alguns provavelmente vieram de Cerrillos - veja foto seguinte

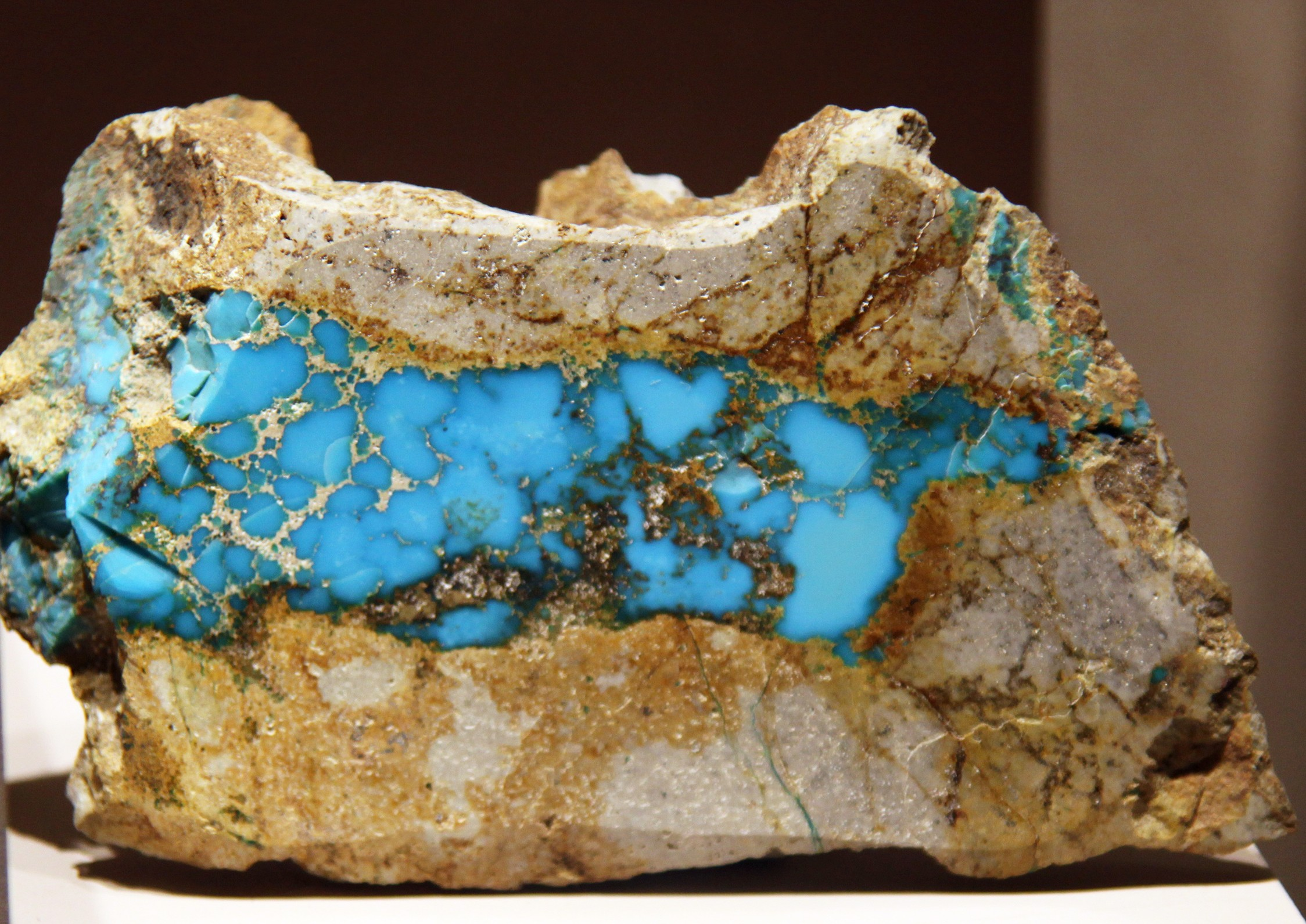
Um espécime fina de turquesa de Los Cerrillos, Novo México no Smithsonian. A turquesa de Cerrillos foi amplamente utilizada por nativos americanos antes da conquista espanhola.

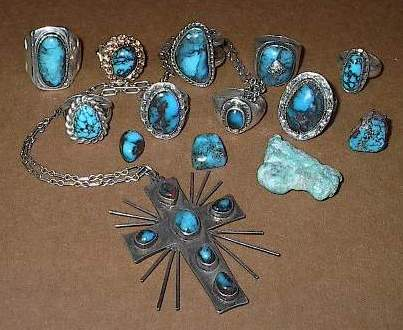
A turquesa Bisbee comumente tem uma matriz de cor castanho chocolate.

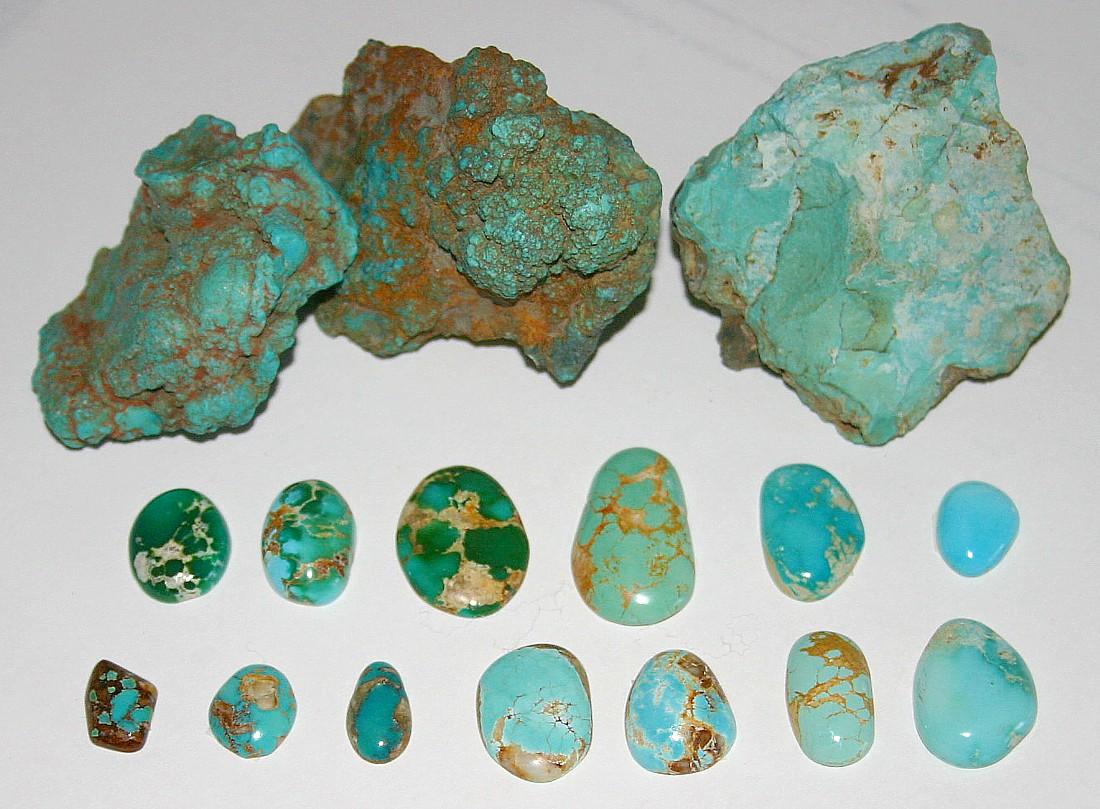
Turquesa não-tratada de Nevada, Estados Unidos. Pepitas da mina de McGinness, Austin.

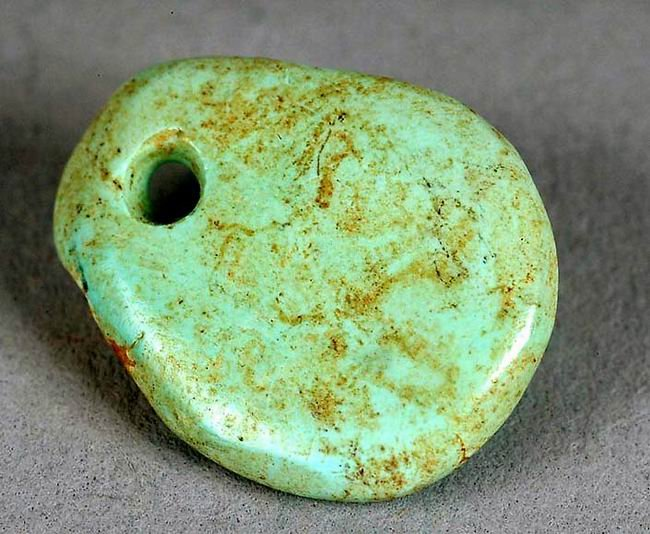
Artesanato de turquesa, pendente que data de 1000-1040

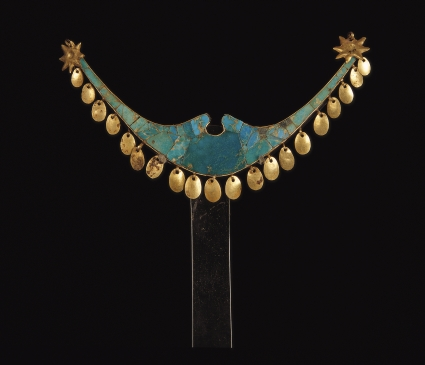
Ornamento do nariz de turquesa de Moche. Coleção do Museu Larco em Lima, Peru

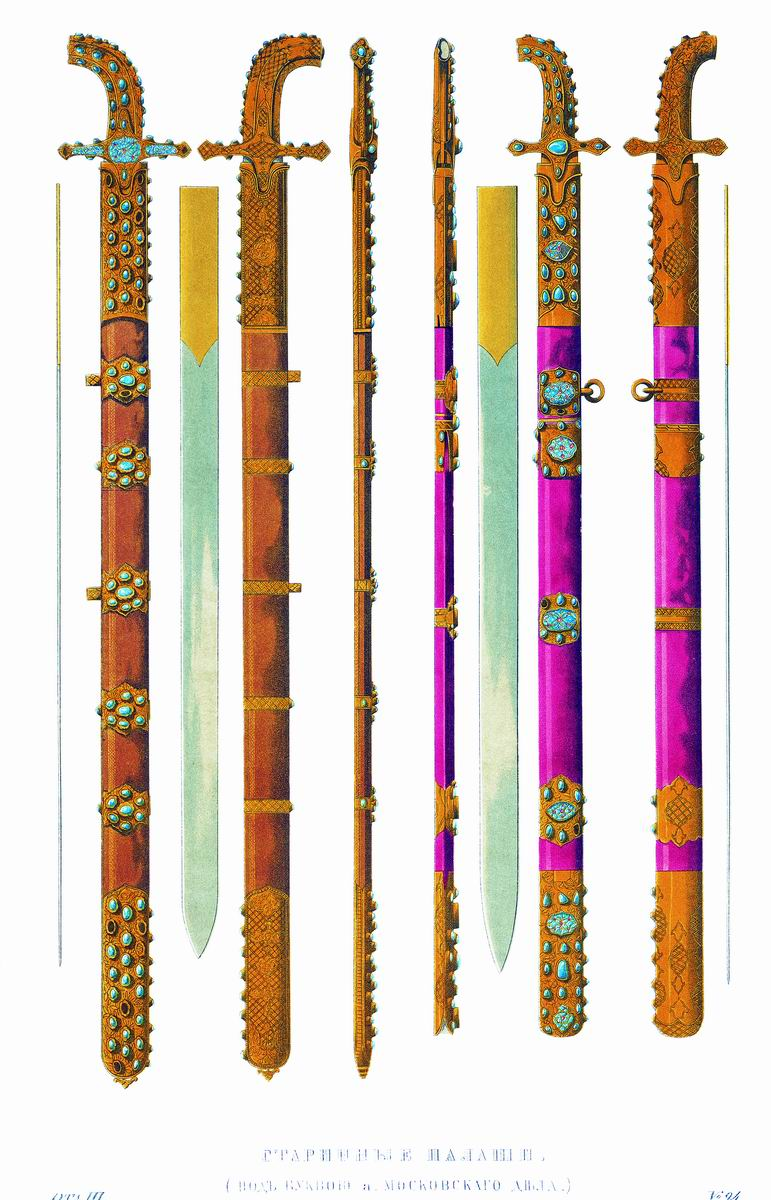
Turquesa da Rússia, século 17.

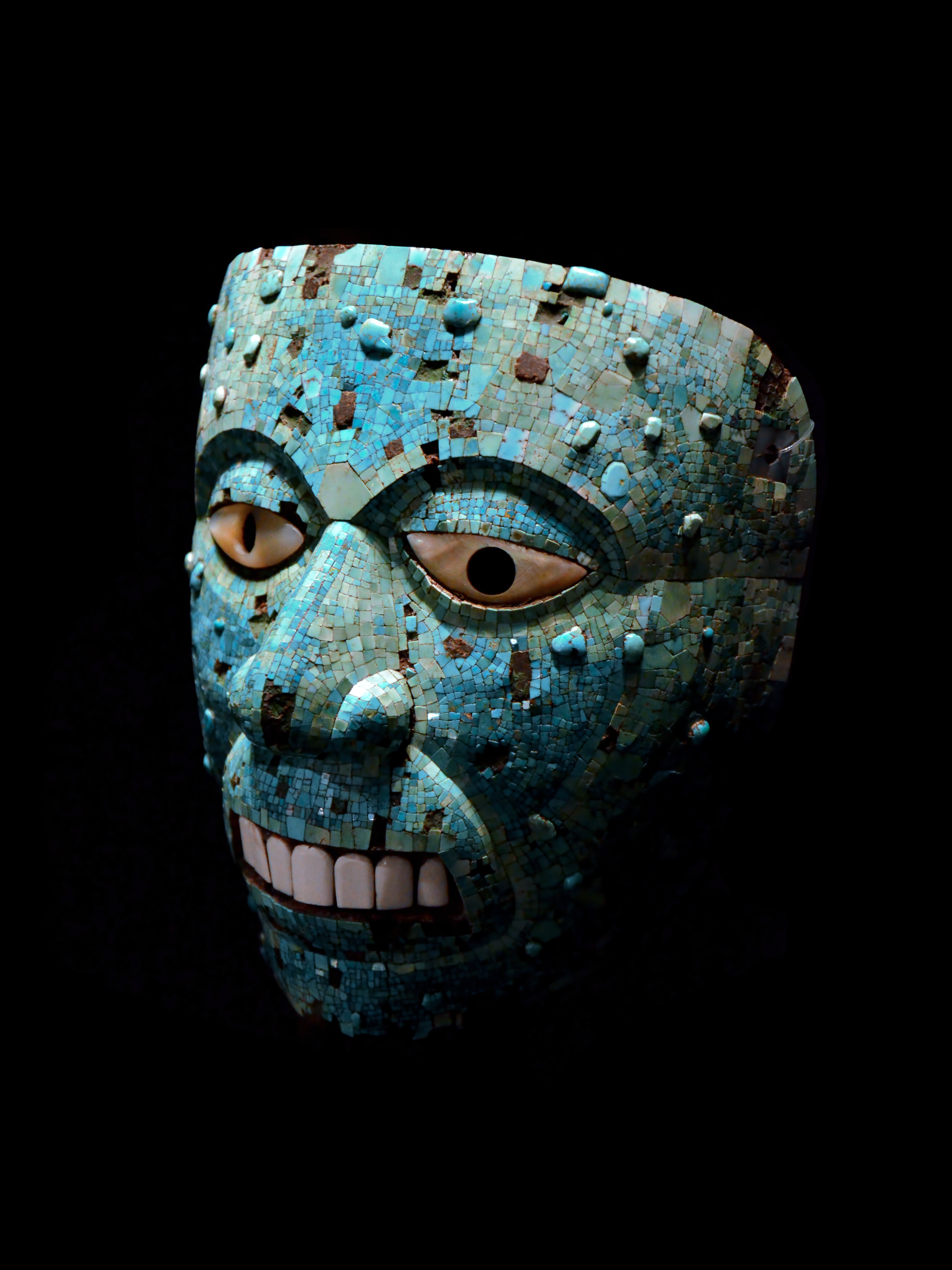
Máscara de mosaico de turquesa de Xiuhtecuhtli, o deus asteca do fogo.

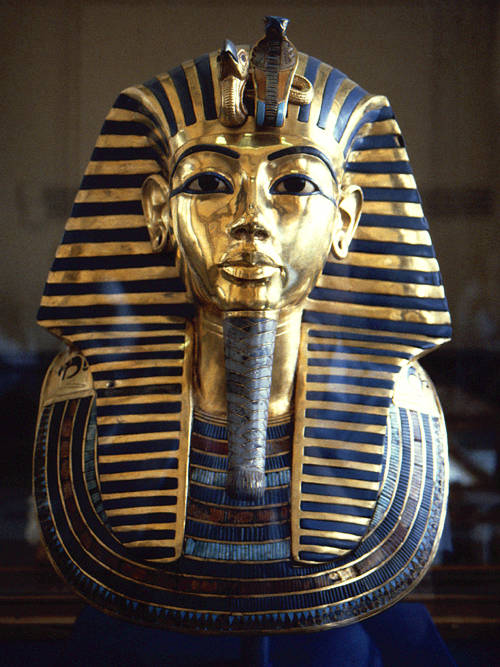
A icónica máscara de enterro de ouro de Tutancâmon, com incrustações de turquesa, lápis-lazúli, cornelian e vidro colorido.